# Древнейшая армянская бумажная рукопись
Рукопись Матенадарана № 2679 — одна из древнейших, и древнейшая армянская, бумажная рукопись, написанная в X веке.

## Краткое описание рукописи
Содержит 360 листов. Размеры — 28,5 x 19,5 см, что делает её одной из наиболее маленьких армянских рукописей X столетия. Древнейшая часть написана в 971 или 981 году (в зависимости от прочтения второй буквы в дате). Составил священник по имени Давид, писцом был его сын Гукас. Написана шрифтами еркатагир и болоргир, представляет собой самый ранний экземпляр болоргира. Является четвёртой по древности полностью сохранившейся бумажной рукописью. Согласно изданию «Новая Кембриджская история Библии», датировки древнейших сохранившихся бумажных рукописей на разных языках (арабский — 909, сирийский —  932, армянский — 981, коптский — 987, грузинский — 1031, греческий — 1042, славянский — 1344) отражают  динамику распространения бумаги на христианском Востоке.

## Содержание и значение
Помимо возраста, особую ценность рукописи придаёт её содержание, поскольку почти все сохранившиеся рукописи этого времени являются копиями Евангелий или других богослужебных книг. В рукописи присутствуют богословские, космографические, историографические, географические, философские трактаты, переводы трудов древнегреческих и раннехристианских авторов, художественные произведения, загадки, и т. д. Из произведений армянских авторов есть приписываемые Григорию Просветителю тексты, фрагменты трудов Егише, Мовсеса Хоренаци, Иоанна Мандакуни, Атанаса Таронаци, Петроса Сюнеци, Давида Харкаци, Себеоса, Вртанеса Кертога, Анании Ширакаци, Иоанна Одзнеци, Степаноса Сюнеци, и других. Из иностранных авторов присутствуют переводы сочинений Филона Александрийского, Афанасия Великого, Григория Назианзина, Аполлинария Лаодикийского, Григория Нисского, Епифания Кипрского, Иоанна Златоуста, Кирилла Александрийского, Евсевия Кесарийского, Арата из Сол, и других. В дальнейшем к кодексу были добавлены новые памятные записи и летописи (например, «Хронография» Ованеса Авагереца).
До основания Матенадарана хранилась в Эчмиадзине, под регистрационным номером 102.
В 2005 году указом правительства Армении рукопись была включена в перечень «Особо ценных культурных ценностей культурного наследия Республики Армения».
Факсимильное издание вышло в свет в 1995—97 годах (в двух частях), усилиями армянского учёного Арташеса Матевосяна.
- Книга знаний и веры священника Давида = Մատեան գիտութեան եւ հաւատոյ Դաւթի քահանայի / ред. А. Матевосян. — Ереван, 1995, 1997. — Т. I, II.